# انهيار سوق الأسهم السعودي 2006

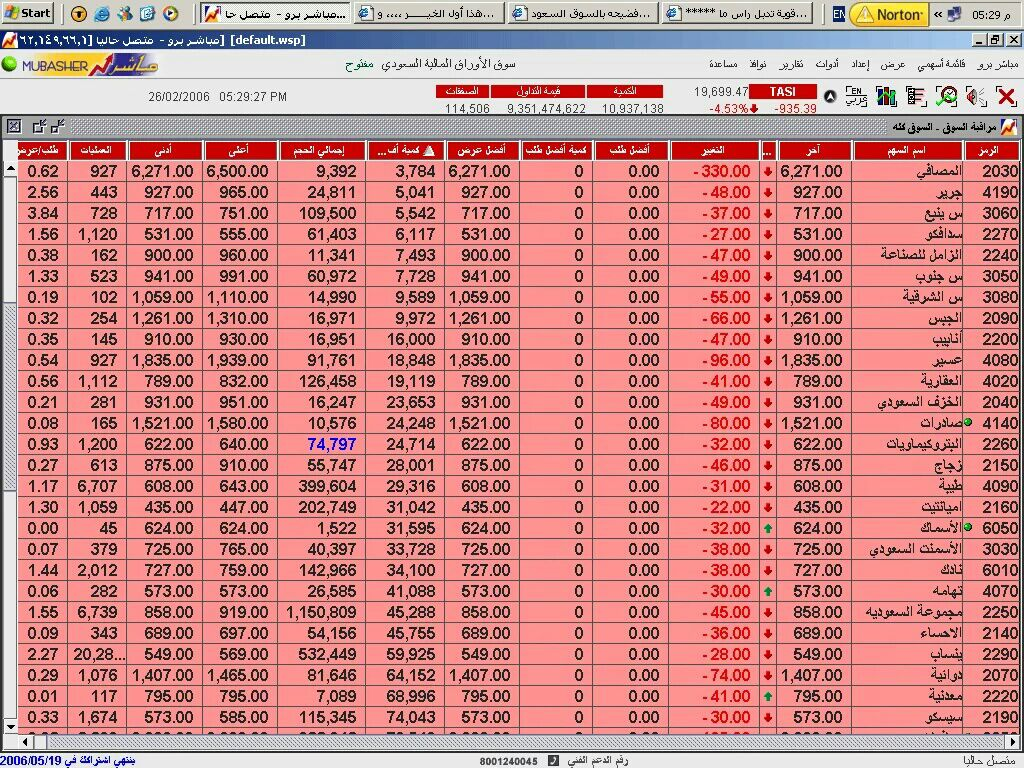
سوق الأسهم السعودي وقت الانهيار 26 فبراير 2006

انهيار سوق الأسهم السعودية 2006، بدء انهيار سوق الأسهم السعودي في فبراير 2006 حيث كان مجموع نقاط السوق (20,966.58) نقطة ثم بدأ الانهيار وخسرت 25 في المائة من قيمتها خلال شهر وبنهاية العام خسرت ثلثي قيمتها وأغلقت عند (7500) نقطة، وبعد الأزمة المالية العالمية 2008 هبطت السوق إلى أربعة آلاف نقطة.

## أسباب انهيار السوق
بعد أحداث 11 سبتمبر، ازداد تفضيل المستثمرين السعوديين للاستثمار داخل السعودية بدلاً من الخارج، مما أثر على السوق المالي السعودي. بين عامي 2000 و2005، شهد الاقتصاد السعودي نمواً ملحوظاً بفضل ارتفاع أسعار النفط، مما زاد من دخل الاقتصاد وأدى إلى انخفاض الدين العام. هذا النمو أدى إلى ارتفاع الناتج المحلي الإجمالي من 184 مليار دولار في 2001 إلى 376 مليار دولار في 2006، وزيادة دخل الفرد من 8778 دولار إلى 15600 دولار في نفس الفترة.
تحسن الوضع المالي العام للسعودية سمح بزيادة السيولة في البنوك، مما سهّل على المستثمرين الدخول إلى سوق الأسهم. أسهم الشركات كانت تُقيّم بأقل من قيمتها الحقيقية، مما زاد الطلب عليها بشكل كبير وأدى إلى فكرة أن الاكتتاب يوفر أرباح مضمونة.
في هذه الفترة، كان هناك 11 شركة مطروحة للاكتتاب بمجموع 7 مليار دولار. من أبرز هذه الاكتتابات كان لشركة STC للاتصالات، التي طرحت 30% من أسهمها، مما أدى إلى زيادة كبيرة في عدد المحافظ المفعلة من 4000 إلى 80000 محفظة. اكتتاب شركة ينساب في 2005 كان أيضاً بارزاً، بمشاركة أكثر من 8.7 مليون مواطن سعودي. أسهم شركات أخرى مثل اتحاد الاتصالات والصحراء شهدت ارتفاعات كبيرة في أسعارها بعد الاكتتاب، مما يعكس النمو القوي والاهتمام المتزايد بالسوق المالي السعودي خلال هذه الفترة.